# سيرغي لوكيانينكو
سيرغي لوكيانينكو (بالإنجليزية: Sergei Lukyanenko)‏ (و. 1968 – م) هو كاتب، وطبيب نفسي، وكاتب للأطفال، وكاتب سيناريو، وكاتب خيال علمي من روسيا . ولد في Karatau .

## التعليم
تعلم في Kazakh National Medical University

## أعمال بارزة
من أهم أعماله:
- Labyrinth of Reflections
- Night Watch.

## جوائز
حصل على جوائز منها:
- Prize Alexander Green (2010)[7]
- Aelita Prize (1999).

## روابط خارجية
- سيرغي لوكيانينكو على موقع IMDb (الإنجليزية)
- سيرغي لوكيانينكو على موقع الموسوعة البريطانية (الإنجليزية)
- سيرغي لوكيانينكو على موقع ميوزك برينز (الإنجليزية)
- سيرغي لوكيانينكو على موقع قاعدة بيانات الفيلم (الإنجليزية)
- سيرغي لوكيانينكو على موقع كينوبويسك (الروسية)